# Graphiurus murinus
Graphiurus murinus је врста глодара из породице пухова (Gliridae).

## Распрострањење
Ареал врсте Graphiurus murinus обухвата већи број држава у Африци.
Врста је присутна у Етиопији, Јужноафричкој Републици, Лесоту, Замбији, Зимбабвеу, Мозамбику, Кенији, Танзанији, Бурундију, Малавију, Руанди и Уганди. Присуство у ДР Конгу је непотврђено.

## Станиште
Станишта врсте су шуме, саване, травна вегетација и речни екосистеми.

## Угроженост
Ова врста није угрожена, и наведена је као последња брига јер има широко распрострањење.